# Papier aquarelle

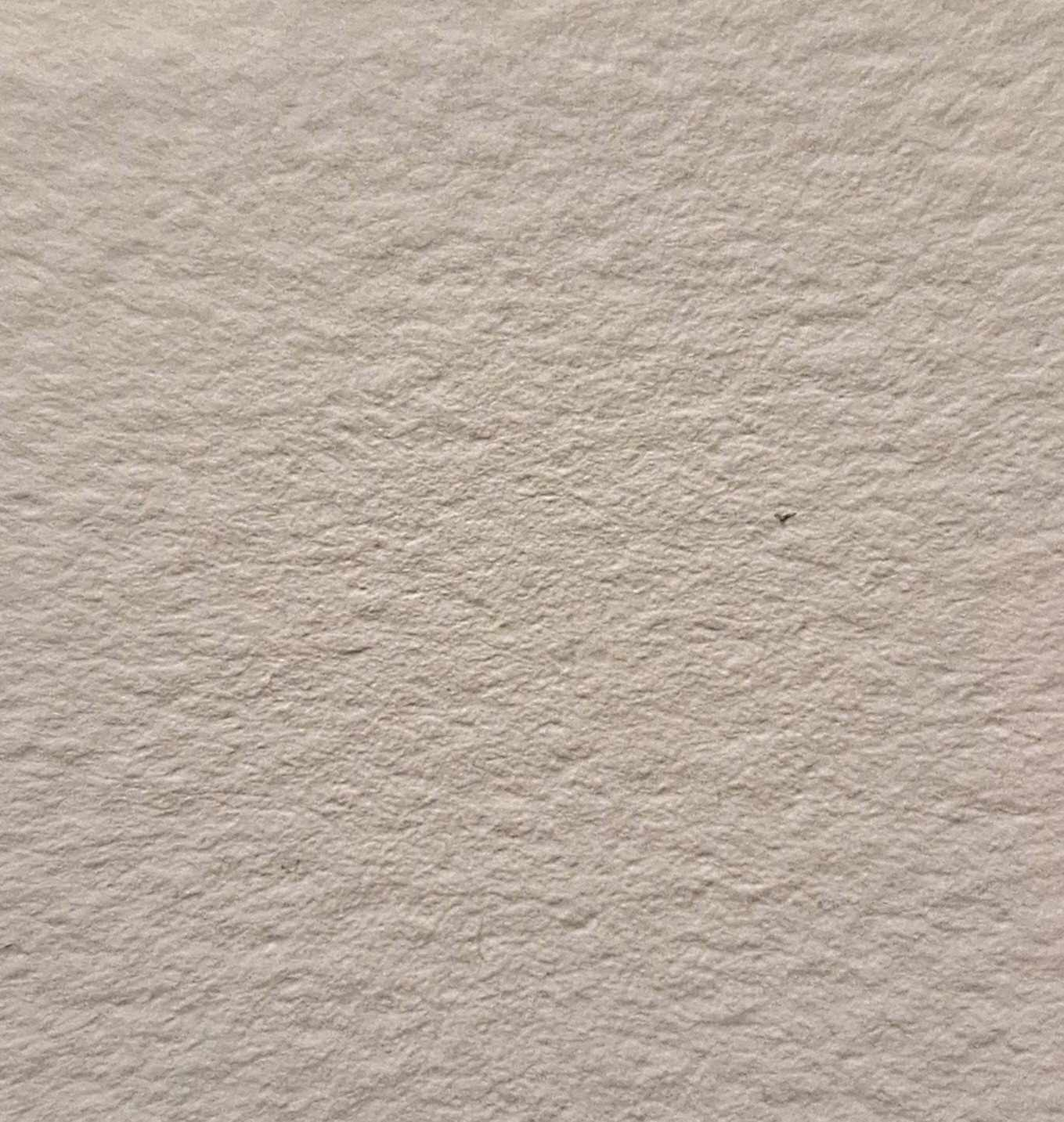
Texture d'un papier aquarelle 100% coton, grain fin

On appelle papier aquarelle un papier épais généralement blanc ou ivoire spécialement fabriqué comme support pour la peinture à l'aquarelle.
Ce papier a un grain en général fort et large, dit torchon. Il doit résister à une forte humidification, tout en restant perméable aux applications en surface, sans laisser la peinture pénétrer en profondeur.

## Composition
Les papiers sont fabriqués à partir de cellulose. Celle que l’on tire du bois est la plus répandue dans l'industrie papetière depuis la fin du XIXe siècle; c’est la fibre la plus facile et économique à produire. Ses défauts, notamment le jaunissement et l’acidité, sont en partie maîtrisés. Pour les papiers aquarelle, le chiffon (cellulose de coton), reste la matière première de choix. La qualité 100 % coton ou pur chiffon est la plus chère. L'industrie propose aussi des mélanges, produits tant sur forme ronde que sur table plate.
Les papetiers chinois ont toujours fabriqué leur papier, destiné en particulier à la peinture à l'eau, à base de plantes donnant de longues fibres, notamment le mûrier à papier. Des papetiers modernes proposent d'autres matières premières pour les fibres de cellulose. La canne à sucre et le bambou, plantes à croissance rapide et à longues fibres, permettent de produire, en mélange avec les fibres de coton, des papiers résistant bien à l'eau avec moins d'impact environnemental.
Les papiers aquarelle sont peu encollés en surface afin de laisser le pigment pénétrer les fibres du papier, mais l'encollage améliore la résistance et permet de travailler plus longtemps, en limitant la déformation du papier.

## Fabrication

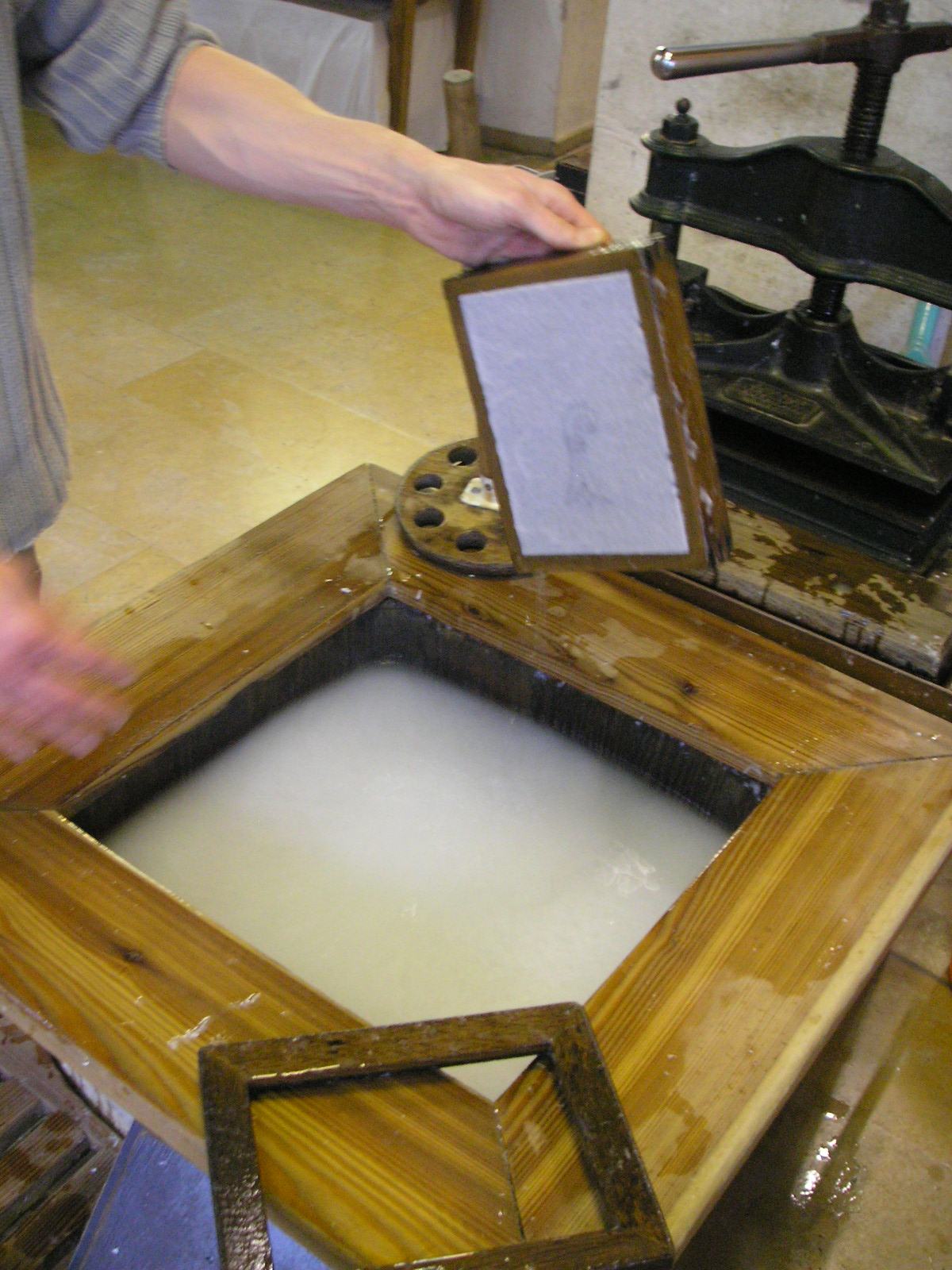
Fabrication de papier au Moulin à papier de Bâle, Suisse.

Les papiers aquarelle sont fabriqués sur forme ronde ou sur table plate.
- La fabrication traditionnelle du papier sur forme ronde produit le papier aquarelle de la meilleure qualité possible, en garantissant sa résistance[11]. La fabrication laisse deux bords frangés, que le commerce conserve souvent, et éventuellement une faiblesse périodique correspondant au raccord de la forme sur les deux autres bords, parfois déchirés pour augmenter la ressemblance avec la fabrication manuelle sur forme plate[12]. La forme est un tamis cylindrique de cette méthode aspire la pâte à papier d'une cuve, évacue de l'eau et dépose les fibres de manière régulière sur le feutre, qui recueille la feuille humide, et détermine le grain.

- La fabrication moderne sur table plate, plus rapide et économique, permet de produire en continu un papier de bonne qualité. Le tamis long des machines modernes assure une orientation régulière des fibres[13].

- La fabrication manuelle et artisanale, feuille par feuille et à l'aide de petites formes (tamis) plates, tend à disparaître. Elle est encore pratiquée dans certaines régions de Chine, notamment à Lijiang et par quelques moulins en France[14].

Les papiers diffèrent par leur grain et par leur capacité à retenir les pigments.

## Textures
Le grain du papier joue un rôle important à l'aquarelle.
- Un grain satiné (pressé à chaud ou hot pressed), très lisse, laisse glisser la couleur.
- Un grain fin (pressé à froid ou cold pressed/not) résulte de la qualité feutre qui recueille la pâte à papier formée en feuille. Cette surface est semi-rugueuse.
- Un grain torchon (rough) est très apparent et forme d'importants creux et reliefs.

L'usage classique réserve le papier torchon aux travaux de grande dimension et aux paysages.

## Grammage
Le papier aquarelle a un grammage de 150 à plus de 600 grammes par mètre carré. Plus le papier est épais, moins il gondole sous l'effet de l'eau,.

## Emploi
Il existe deux manières de travailler sur le papier aquarelle :
- sur papier sec ;
- sur papier humide.

Le papier humidifié tend à s'allonger. Au contact de l'eau qui porte les pigments de l'aquarelle, le papier peut gondoler, formant des creux dans lesquels la couleur s'accumule. Dans la technique sur papier humide, la tension du papier est indispensable afin d'éviter qu'il ne gondole et que la couleur ne s'accumule dans les creux formés dans le papier. Cette mise en tension est aussi recommandée dans la technique sur papier sec.
On utilisait autrefois un stirator, dispositif destiné à maintenir le papier dans un état d'humidité et de tension.
Le papier est humidifié recto verso à l'aide d'une éponge ou d'un pinceau mouilleur, puis tendu sur une planche rigide (bois non verni) à l'aide de bandes de kraft gommé. Une fois sec, le papier pourra être (re)mouillé sans risquer de gondoler. On peut aussi tendre et agrafer le papier humide sur un châssis. Certain encore, étendent leur feuille humide sur une plaque de Plexiglas.
En Asie, certains peintres, comme Oga Kazuo, décorateur des dessins animés du studio Ghibli, préfèrent, faire adhérer le papier, une fois abondamment mouillé, directement sur une planche vernie.
On peut également trouver dans les magasins de matériel de peinture, des blocs de papier où les feuilles sont encollés les unes aux autres sur leurs quatre bords, permettant de conserver une certaine tension sans avoir à mouiller au préalable. La feuille est alors détachée du bloc une fois l'œuvre terminée.
Tout papier peut servir, selon le projet de l'artiste. Les techniques humides requièrent certaines qualités du papier. Selon qu'on désire pouvoir alléger des couleurs, ou qu'au contraire celles-ci se superposent sans se mélanger, on demande des qualités différentes au support.